# Ready for Hangover
Ready for Hangover (Originaltitel: Ready or Not) ist eine US-amerikanische Filmkomödie aus dem Jahr 2009.

## Handlung
Vier partyhungrige Männer feiern Junggesellenabschied in Las Vegas. Nach einer Nacht mit Stripperinnen und reichlich Alkohol unternehmen sie einen Abenteuertrip. Während eines Fluges mit einer alten Maschine werden sie mit Fallschirmen ausgestattet über Mexiko abgeworfen. In der Einöde angekommen werden sie von dem reichen Villenbesitzer Don Julio eingeladen. Hier kann die Party weitergehen. Die schöne Tochter Puri allerdings gilt als Tabu. Chris empfindet die Situation zunehmend aggressiv und die Gruppe verabschiedet sich ins nächste Dorf. In der Bar können sie nicht bezahlen und landen im Gefängnis. Auch Puri landet dort und am nächsten Tag können sie gemeinsam vor dem strengen Vater fliehen. Sie sehen draußen einen Torero, der sich offensichtlich erhängen will. Sie schnappen sich ihn und seine Pferde und gelangen so zu seinem Haus. Marc schafft es, ihn von seinen Ängsten zu befreien und übt mit ihm den Stierkampf. Bei der Weiterreise im Bus kommt es zum Konflikt um Puri und die Gruppe wird herausgeworfen.
In der Wüste finden sie ein Zelt und bitten nach Wasser. Da dieses nicht frei von Drogen ist erleben sie einen wirren Trip. Per Anhalter gelangen sie in ein Dorf. Hier werden sie in einen Stripclub gelockt. Draußen aber warten schon Männer und bringen die Gruppe gefesselt zu Don Julio. Dieser ist sauer und setzt zum Erschießen an. Da lachen die Männer laut auf, da es nur ein Gag war. Einem alten Pakt zufolge ist nur jener zur Hochzeit bereit, der es rechtzeitig und ohne Geld zurück schafft. Seine Braut ist auch schnell vor Ort und es kann endlich geheiratet werden.

## Kritik
Die Website tv-kult.com meint: „Dieser Film zählt zum Genre nette Sonntagnachmittag-Unterhaltung, aber mehr auch nicht.“
Mehr als 800 User der Filmdatenbank Internet Movie Database bewerteten den Film als mittelmäßig mit durchschnittlich 4,9 von 10 Punkten.